# Algernon Percy (4e duc de Northumberland)
Algernon Percy (15 décembre 1792 – 12 février 1865) est un militaire britannique, commandant de la marine, explorateur et homme politique conservateur.

## Famille
Il est le deuxième fils du général Hugh Percy, et de sa seconde épouse, Frances Julia, fille de Peter Burrell. Il fait ses études au Collège d'Eton et à St John's College, Cambridge.

## Carrière navale
Il entre dans la Royal Navy en mars 1805, âgé de 12 ans, à bord du HMS Tribune et sert dans les guerres napoléoniennes. En 1815, alors qu'il a seulement 22 ans, il est promu capitaine de vaisseau, prenant le commandement du HMS Cossack en août, jusqu'à son naufrage 10 mois plus tard. L'année suivante, âgé de 23 ans, il est élevé à la pairie en tant que baron de Prudhoe, du château de Prudhoe dans le comté de Northumberland (Prudhoe est une ville dans le comté de Northumberland). Plus tard, il devient amiral dans la Marine royale. Entre 1826 et 1829, il fait partie de l'expédition d'Égypte, de Nubie et du Levant. En 1834, il se rend au cap de Bonne-Espérance avec John Herschel pour étudier les constellations du sud.
Il devient le premier président de la nouvelle Royal National Lifeboat Institution en 1834. En 1851, il offre un prix de 200 £ pour une nouvelle conception de l'auto-redressement des canots de sauvetage, remporté par James Beeching, qui est devenu le modèle standard de la flotte.

## Carrière politique
Il succède à son frère aîné au duché en 1847. En 1852, il est admis au Conseil privé et nommé Premier Lord de l'Amirauté, avec un siège dans le cabinet, du comte de Derby, poste qu'il occupe jusqu'à la chute du gouvernement en décembre 1852. En 1853, il est fait chevalier de la Jarretière.

## Vie personnelle
Il s'est marié, âgé de 49 ans, à Lady Eleanor Grosvenor, fille de Richard Grosvenor, le 25 août 1842 à St George's Hanover Square. Ils n'ont pas d'enfants. Il est mort de la goutte en février 1865, âgé de 72 ans au château d'Alnwick et est enterré dans la chapelle Northumberland dans l'abbaye de Westminster. Il est remplacé dans ses titres, par son cousin, George Percy, à l'exception de la baronnie de Percy, qui est transmise par la lignée féminine à son petit-neveu, John Murray. La duchesse de Northumberland, est décédée le 4 mai 1911.
Il est fellow de la Royal Society, de la Society of Antiquaries of London, la Royal Geographical Society, de la Société royale d'astronomie, président de la Royal United Services Institute et de la Royal Institution, un directeur de la British Institution et administrateur du British Museum.
Il est un bon ami de l'explorateur John Franklin. Prudhoe Bay, sur la côte nord de l'Alaska, est nommé en son honneur.